# Qobuqıraq
Qobuqıraq è un comune dell'Azerbaigian situato nel distretto di Xaçmaz. Conta una popolazione di 1 214 abitanti.